# Savane de Saint-Paul

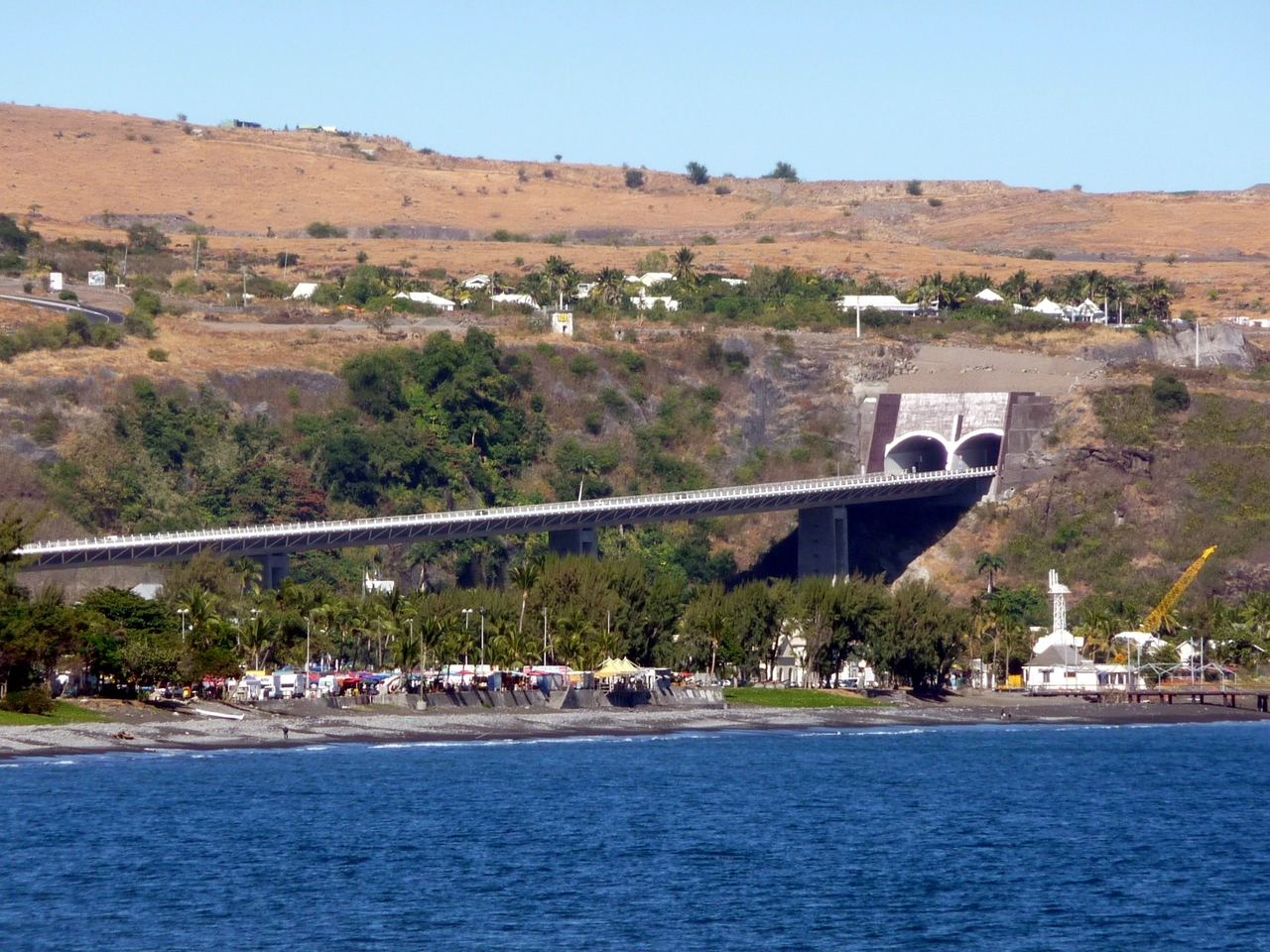
Vue de la savane de Saint-Paul avec le viaduc de Saint-Paul au premier plan.

La savane de Saint-Paul est une savane de l'île de La Réunion, département d'outre-mer français dans le sud-ouest de l'océan Indien. Elle est située sur le territoire de la commune de Saint-Paul entre le centre-ville de Saint-Paul au nord-est, Plateau Caillou à l'est, L'Éperon au sud et Boucan Canot à l'ouest. Elle est traversée par la route des Tamarins.
La savane de Saint-Paul est à la fois un environnement paysager, culturel, écologique et archéologique.

## Caractéristiques
La savane de Saint-Paul est un espace largement accessible à la population, elle fait partie du patrimoine botanique de La Réunion. Par ses caractéristiques écologiques, elle appartient à un ensemble plus vaste, la savane des bas de l'Ouest.
Faisant partie des savanes herbeuses, elle est composée de plusieurs variétés de plantes et herbages constituant son originalité. Le site du Cap la Houssaye est exceptionnel. Entre la ville de Saint-Paul et la région des plages, ses falaises et savanes sèches en font un endroit unique à la Réunion. Mais selon la saison, la couleur de la savane change, elle passe du jaune orangé durant la période d'été austral, au vert à la saison des pluies. La savane est sujette aux incendies. C'est un espace de pâturage extensif pour quelques troupeaux de bœufs Moka.

### Flore

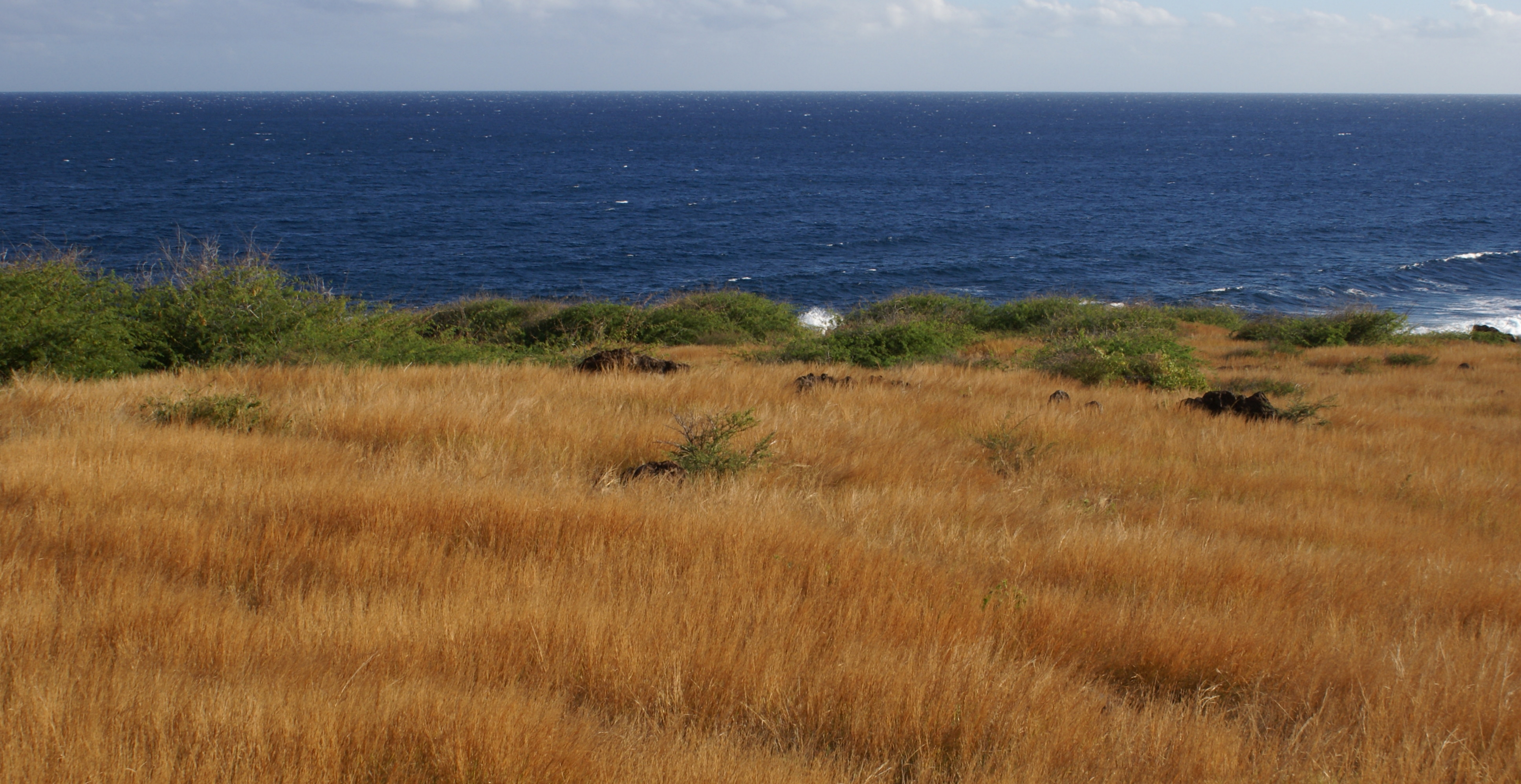
Heteropogon contortus, herbe polisson

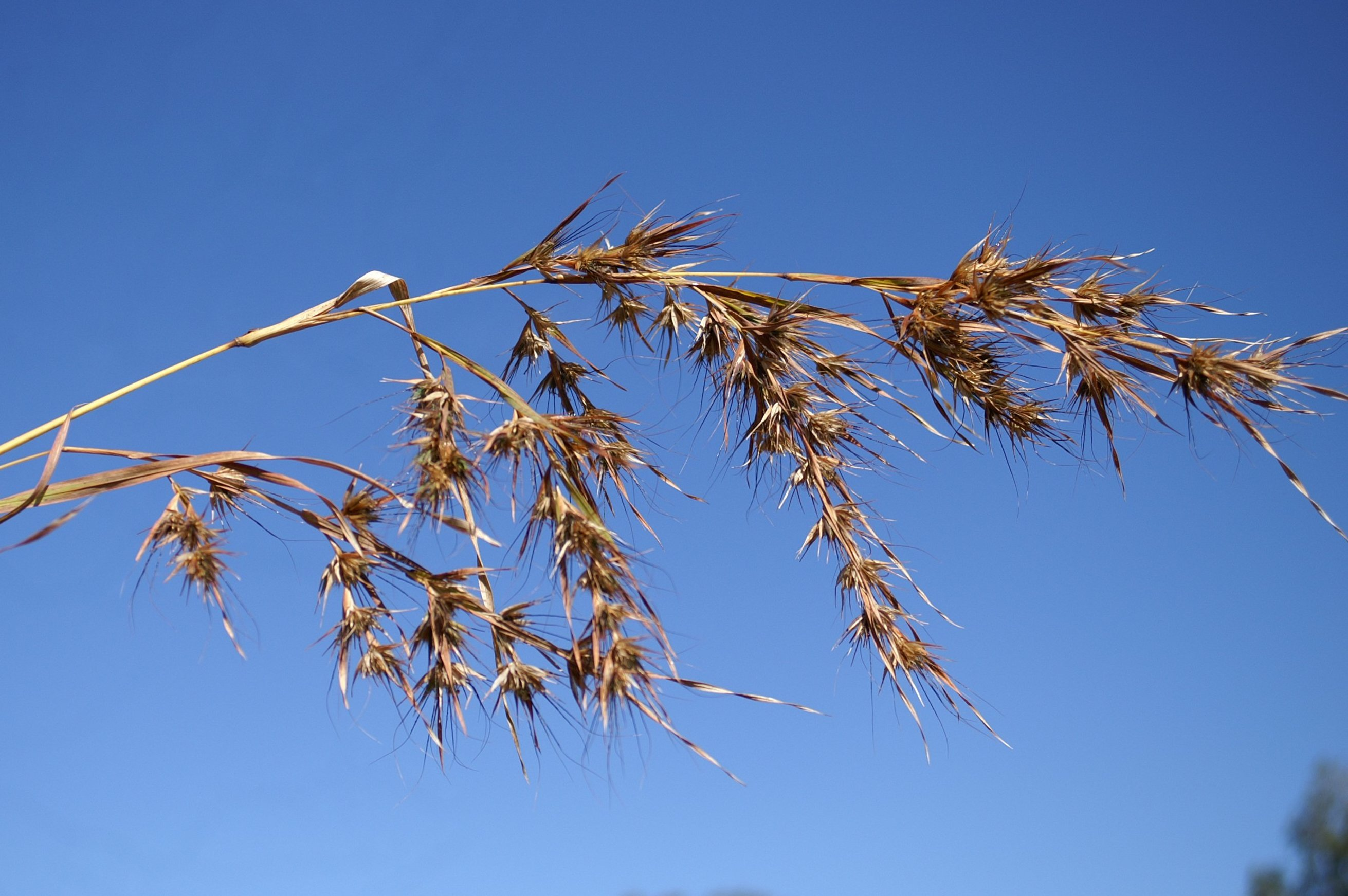
Themeda quadrivalvis, herbe de Saint-Paul

Parmi la variété de plantes et arbustes rencontrés, on peut trouver :
- Thephrosa Purpurea  (nom vernaculaire Indigo-rouge)
- Urochloa maxima ou Panicum maximum (dite herbe fataque)
- Heteropogon contortus (ou Pikan jaune, herbe polisson)

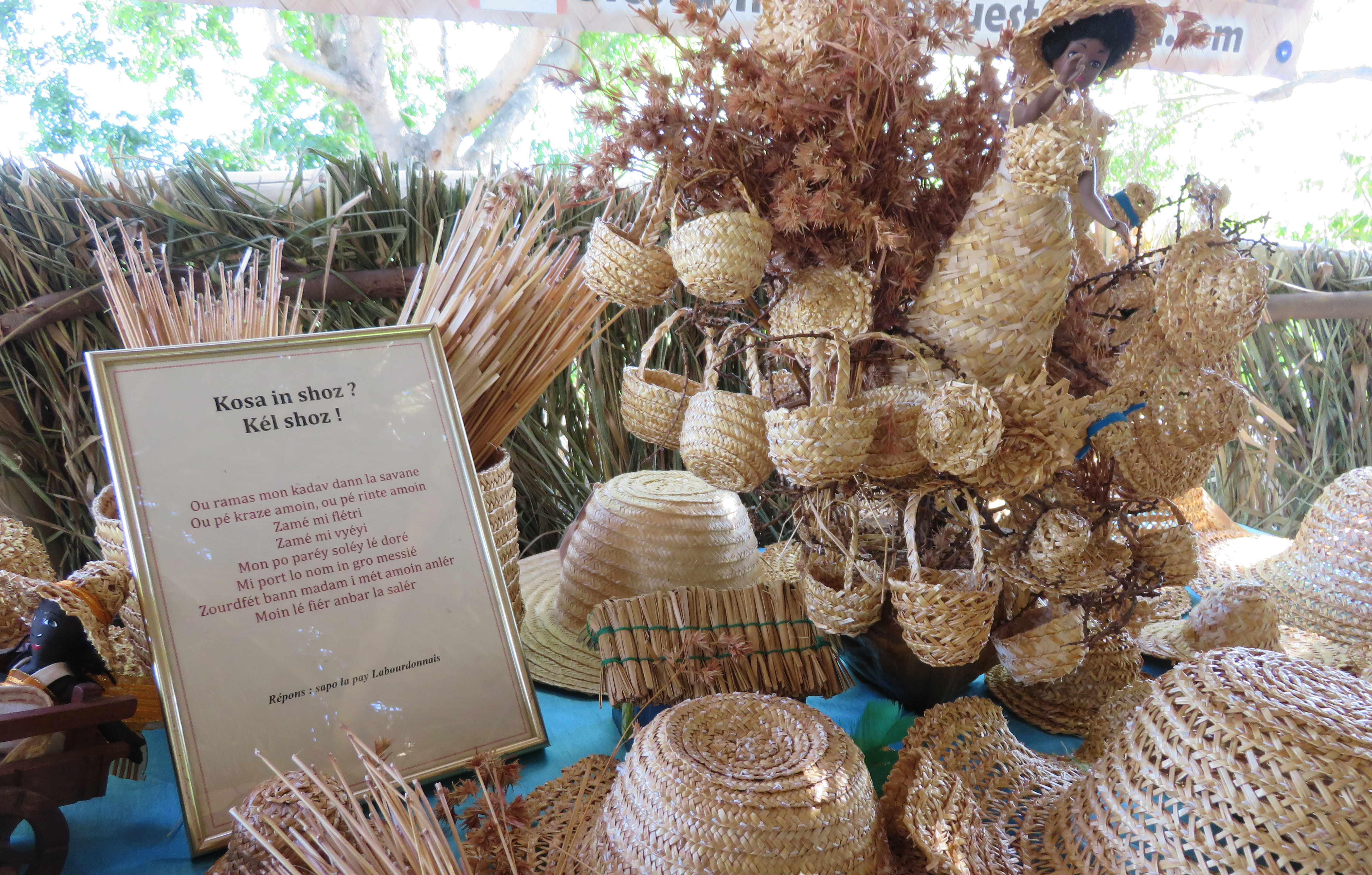
Vannerie traditionnelle

- Themeda quadrivalvis (aussi appelé Piquant rouge, herbe de Saint-Paul, herbe Labourdonnais, qui sert au tressage de chapeaux et corbeilles)

- Leucaena Leucocephala (dit Tamarin cheval, Cassie ou Moza, arbuste envahissant)[1]
- Ulex europaeus (Ajonc d'Europe, Ajonc épineux ou dit Pied zépinard à la Réunion)

### Faune

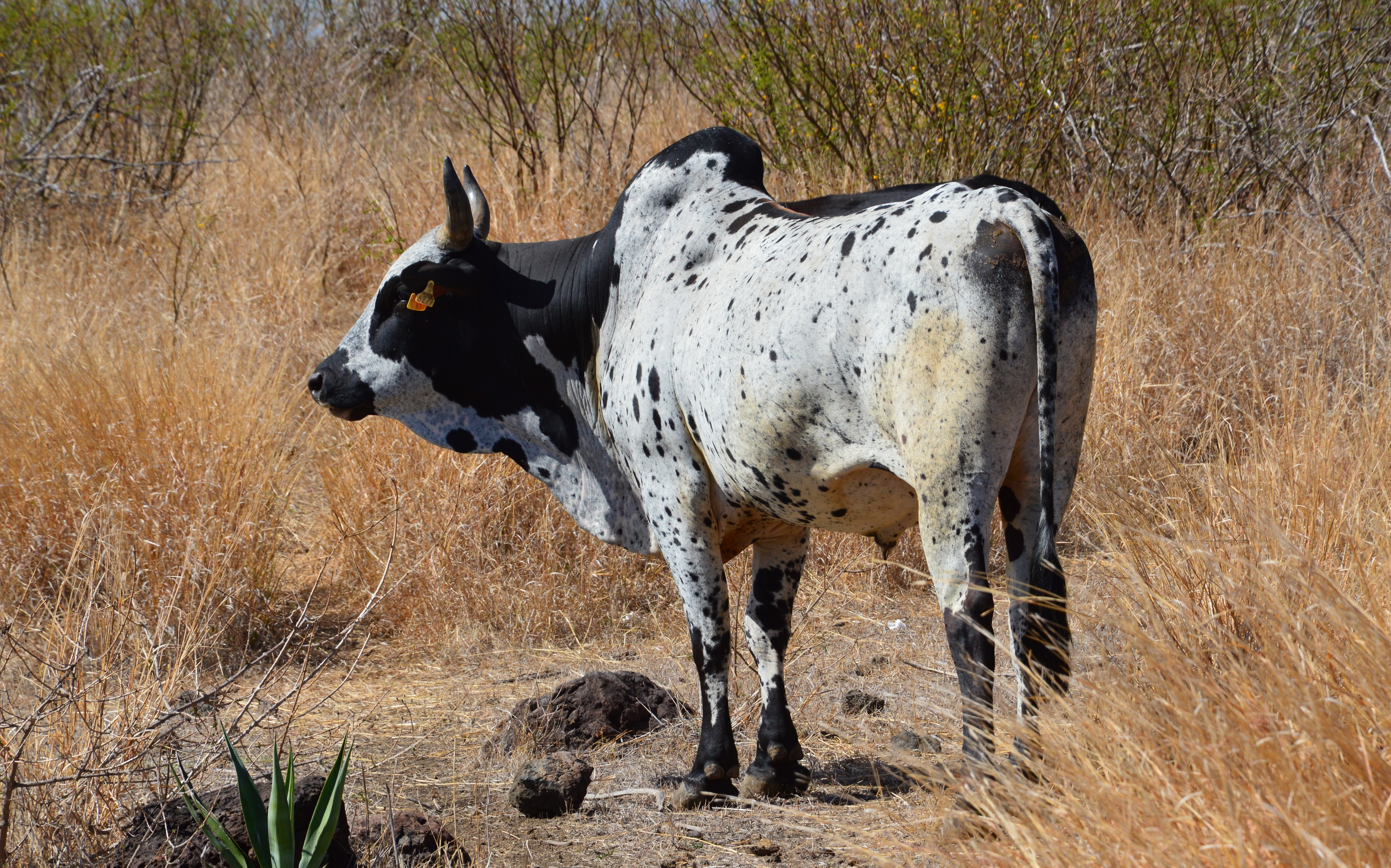
Boeuf moka

On y croise différentes espèces animales, telles que :
- des cailles
- des lièvres (lepus nigricolis)
- des couleuvres (lycodon aulicus)
- les bœufs Moka (espèce bovine locale)
- les cabris (chèvres Péi)
- des tisserins

## Les chemins pavés

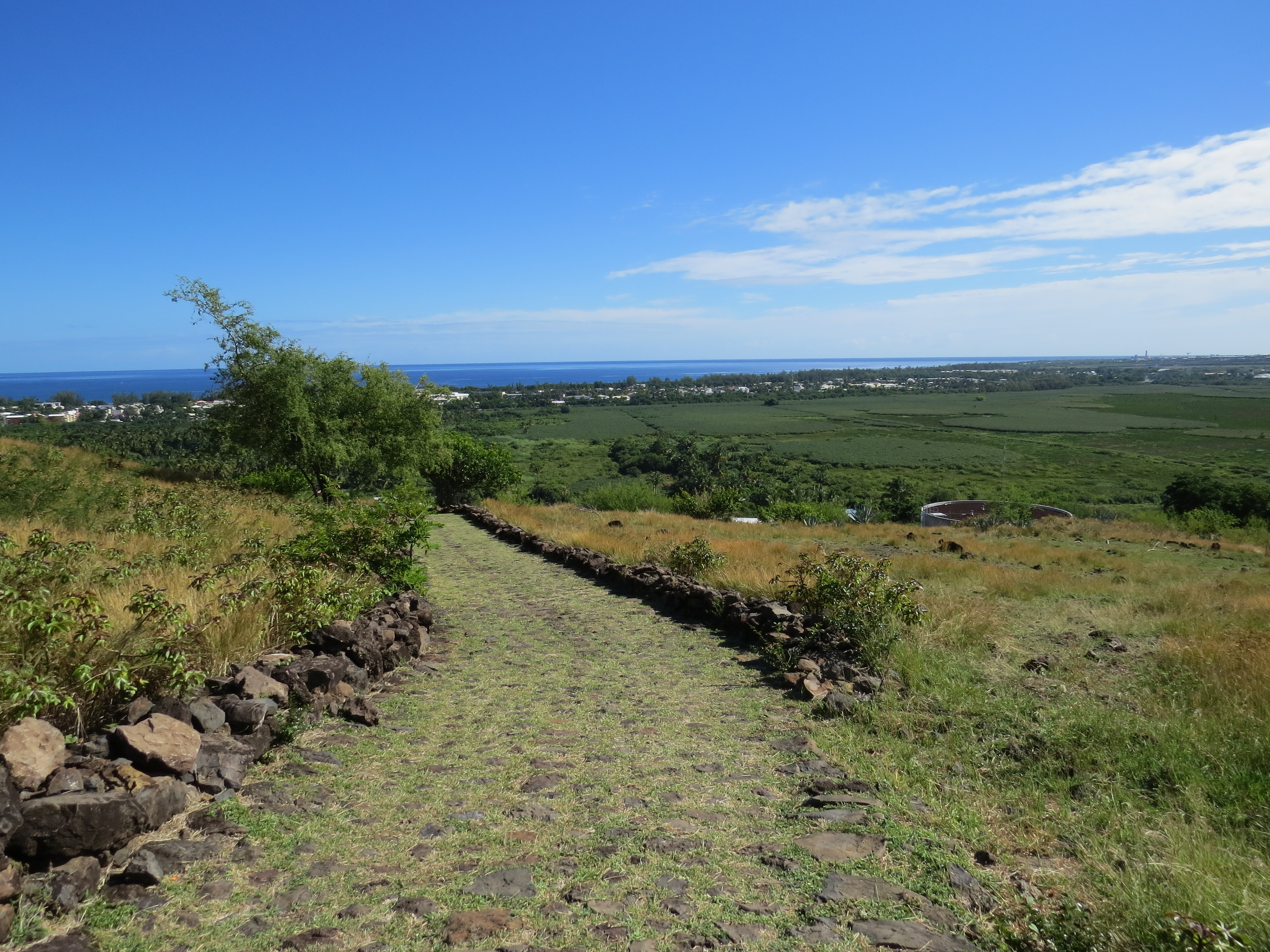
Chemin pavé Bellemène

La savane est devenue un lieu de promenade. Plusieurs sentiers la sillonnent et on y trouve encore quelques chemins pavés historiques plus ou moins bien restaurés, en fonction des chantiers d'insertion possibles menés par des associations de quartier.
- Le chemin pavé Bellemène[3], dit aussi montée Hybon, chemin pavé Lougnon, a été empierré par le gouverneur Antoine Desforges-Boucher au début du 18e siècle. Situé entre la ravine Divon et la ravine Athanase, ce chemin relie le quartier de Bellemène à 200 m d'altitude, au lieu-dit Bouillon, au Tour des roches. Il permettait d'acheminer les diverses récoltes des propriétés établies dans les bonnes terres à café vers le magasin de la Compagnie des Indes installé au centre-ville, actuellement le siège de l'Hôtel de ville[4].
- Le chemin pavé Bois-Rouge, entre la ravine Divon et la ravine Bernica[5], tracé à la même époque pour des besoins identiques[4].

## Conservation et restauration
La restauration écologique et paysagère des terrassements occasionnés par la construction de la route des Tamarins dans la traversée du site de la savane du cap La Houssaye, a été menée principalement par réimplantation artificielle de la végétation à Heteropogon.